# 新梅田食道街

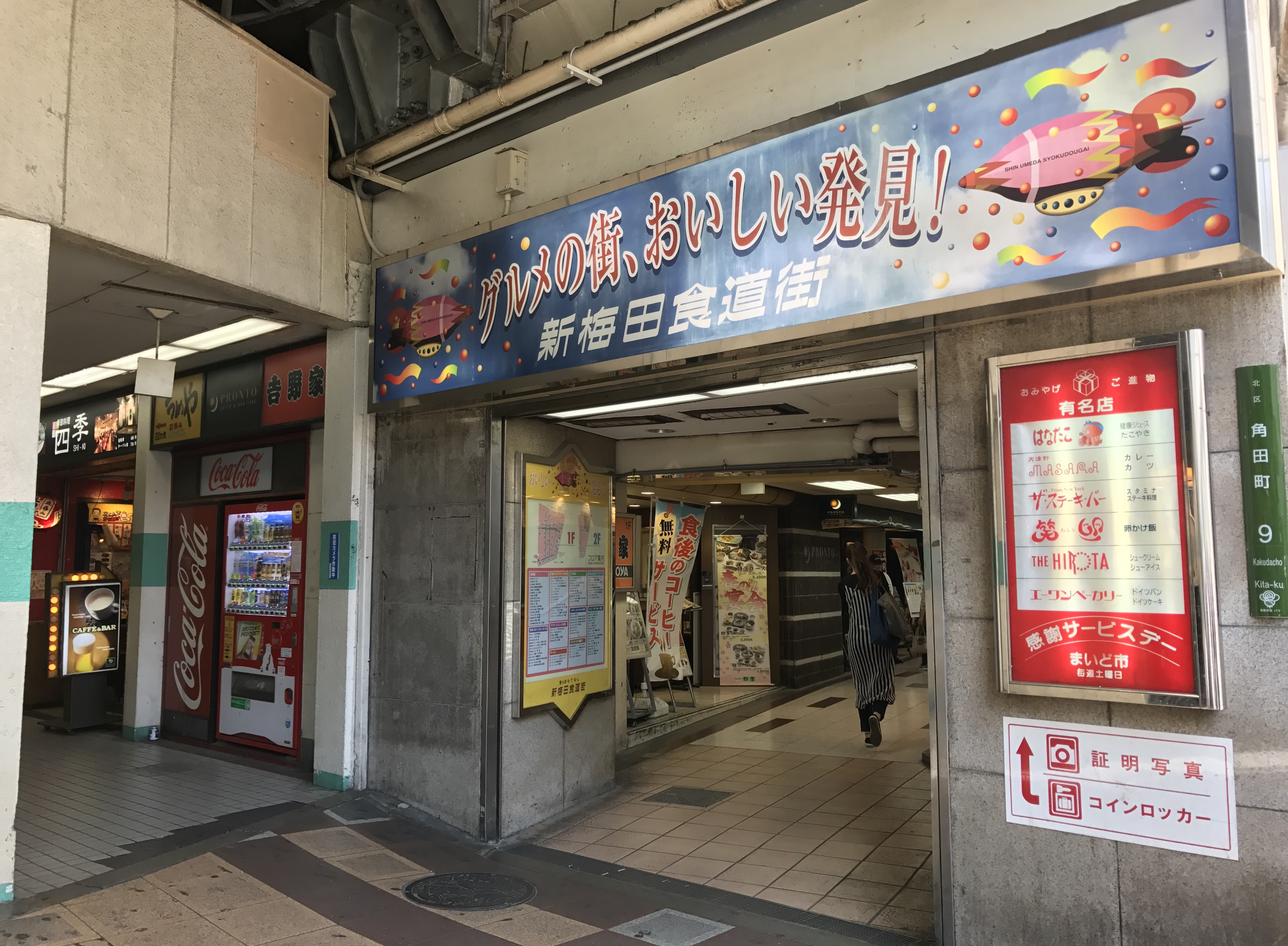
新梅田食道街入口（2017年5月）

新梅田食道街（しんうめだしょくどうがい）は、大阪市北区角田町（梅田地区）にある飲食店街である。JR大阪駅東側の阪急百貨店と阪急大阪梅田駅の間の、東海道本線（JR京都線）および大阪環状線のガード下に存在する。

## 歴史
1950年（昭和25年）12月15日、日本国有鉄道（国鉄）施設退職者に対する救済事業として開業。高架下を2階建てにしているため、天井が低く通路も狭隘な空間である。狭い通路に色々な飲食店が並んでいるところから、立ち飲みバー「北京」の初代当主である齊木信孝が「食堂街」ではなく「食道街」と命名した。「新」を冠する理由は諸説あり、国鉄の高架下を間借りしているため私鉄の駅名をそのまま名乗ることは憚られたという説や、戦後復興のなかで梅田の新たな活力となることを願ったという説などがある。
開業当時は18店であったが、6年後の1956年（昭和31年）には既に40店が軒を連ね、流しが集まる賑やかな飲食店街となっていた。その後、1969年（昭和44年）の阪急梅田駅移転や1970年（昭和45年）の日本万国博覧会（大阪万博）開催もあって、新梅田食道街は活況を呈した。
現在では和・洋・中の専門店から立ち飲み屋、ファストフード店まで約100店の飲食店が入居している。新梅田食道街にあるマクドナルド新梅田店は、1985年（昭和60年）から1987年（昭和62年）まで年間売上げ3年連続全国1位を獲得したこともある、日本有数の繁盛店として知られる。